# Йылдырым, Пойраз
Энгин Пойраз Эфе Йылдырым (тур. Engin Poyraz Efe Yıldırım; род. 15 января 2005, Артвин) — турецкий футболист, нападающий клуба «Трабзонспор».

## Клубная карьера
Йылдырым — воспитанник клубов «Ризеспор» и «Трабзонспор». 6 июня 2023 года в матче против «Истанбул Башакшехир» он дебютировал в турецкой Суперлиге в составе последнего. 29 января 2024 года в поединке против «Касымпаши» Энгин забил свой первый гол за «Трабзонспор».

## Международная карьера
В 2022 году в составе юношеской сборной Турции Йылдырым принял участие в юношеском чемпионате Европы в Израиле. На турнире он сыграл в матчах против команд Испании и Сербии.